# توري توماس
توري توماس (بالإنجليزية: Torey Thomas)‏ مواليد 26 فبراير 1985 في وايت بلينس، هو لاعب كرة سلة أمريكي. بدأ مسيرته الاحترافية في سنة 2007. يلعب مع نادي أيك لارنكا كلاعب هجوم خلفي. يحمل الرقم 0. يبلغ طوله 5 قدم 11 بوصة (1.8 م).

## المسيرة الاحترافية
لعب مع ماتريكس ماجيكس في موسم 2009–2010، ثم لعب مع نادي جاورس دي لارا لكرة السلة في سنة 2010، ثم لعب مع تورو زغورجيلتس في موسم 2010–2011، ثم لعب مع نادي بارتيزان لكرة السلة في سنة 2012، ثم لعب مع فيكتوريا يبرتاس بيزارو في الدوري الإيطالي في موسم 2012–2013، ثم لعب مع ألياغا بتكيم في سنة 2013.

## روابط خارجية
- توري توماس على موقع الدوري الأوروبي لكرة السلة (الإنجليزية)
- توري توماس على موقع كرة السلة الأوروبية.كوم (الإنجليزية)
- توري توماس على موقع كلية كرة السلة في سبورتس رفرنس.كوم (الإنجليزية)
- توري توماس على موقع ريلجم (الإنجليزية)
- توري توماس على موقع بروبوليرز (الإنجليزية)
- توري توماس على موقع سبورتس رفرنس (الإنجليزية)